# Melinda Szvorda
Melinda Szvorda (* 5. August 1980 in Kemecse) ist eine ungarische Fußballspielerin.

## Karriere

### Verein
Szvorda begann ihre Karriere in der Jugend des Kemecse SE. Im Sommer 1999 wechselte sie zu VSC Miskolc und wurde 2000 in die erste Mannschaft befördert. Nach zwei Jahren als Stammtorhüterin des VSC Miskolc, wechselte sie 2001 zu Győri ETO. Im Sommer 2003 bekam sie ein Angebot des Viktória FC-Szombathely, bei dem sie sieben Jahre spielte. Am 1. Juni 2010 gab der deutsche Bundesligist VfL Wolfsburg bekannt, dass die Double-Siegerin der Saison 2009/2010 mit Viktória FC-Szombathely verpflichtet wurde. In Deutschland kam sie beim VfL Wolfsburg aber nicht über die Reservisten Rolle hinaus und kam zu keinem einzigen Einsatz. Daher kehrte sie nach nur einem halben Jahr in Deutschland im Frühjahr 2011 nach Ungarn zurück und unterschrieb für Győri Dózsa SE. Bis zum Juni 2011 kam sie auch hier nur zu einem Spiel und wechselte daher im Sommer 2011 nach Slowenien ŽNK Pomurje. Bei Pomurje fand sie zu alter Form und kam zu sieben Einsätzen; sie wurde aber von Heimweh geplagt und wechselte im Dezember 2011 zurück nach Ungarn zu Viktória FC-Szombathely. Am 14. Februar 2012 verkündete sie ihren Wechsel zum 30. Juni 2012 nach Österreich zu FC Südburgenland.

### International
Szvorda gehörte von 2001 bis 2008 dem Kader der A-Nationalmannschaft von Ungarn an und stand in 39 Länderspielen im Tor.